# تل جدید
تل جدید (به عربی: تل جدید) یک روستا در سوریه است که در ناحیه بری شرقی واقع شده‌است. تل جدید ۱٬۲۳۰ نفر جمعیت دارد.